# Junto Matsushita
Junto Matsushita (松下 純土 Matsushita Junto?, nacido el 3 de mayo de 1991 en Tokio) es un exfutbolista japonés. Jugaba de centrocampista y su último club fue el FC Machida Zelvia de Japón.

## Trayectoria

### Clubes
| Club                | País  | Año         |
| ------------------- | ----- | ----------- |
| Matsumoto Yamaga FC | Japón | 2014        |
| FC Machida Zelvia   | Japón | 2014 - 2016 |

## Estadística de carrera

### J. League
| Club                | Año   | J. League | J. League | Copa J. League | Copa J. League | Total | Total |
| Club                | Año   | Part.     | Goles     | Part.          | Goles          | Part. | Goles |
| ------------------- | ----- | --------- | --------- | -------------- | -------------- | ----- | ----- |
| Matsumoto Yamaga FC | 2014  | 0         | 0         | -              | -              | 0     | 0     |
| FC Machida Zelvia   | 2014  | 5         | 0         | -              | -              | 5     | 0     |
| FC Machida Zelvia   | 2015  | 11        | 0         | -              | -              | 11    | 0     |
| FC Machida Zelvia   | 2016  | 4         | 0         | -              | -              | 4     | 0     |
| Total               | Total | 20        | 0         | 0              | 0              | 20    | 0     |